# Chendo
Miguel Porlán Noguera (n. 12 octombrie 1961), zis Chendo, este un fost fotbalist internațional spaniol. El și-a petrecut întreaga carieră profesionistă la Real Madrid. De asemenea a fost membru al naționalei de fotbal a Spaniei, pentru care a jucat la două Campionate Mondiale. Chendo a activat pe poziția de fundaș dreapta.

## Statistici de club
| Club        | Sezon   | La Liga | La Liga | Copa de la Liga | Copa de la Liga | Copa del Rey | Copa del Rey | Europa | Europa | Altele | Altele | Total | Total |
| Club        | Sezon   | App     | Goals   | App             | Goals           | App          | Goals        | App    | Goals  | App    | Goals  | App   | Goals |
| ----------- | ------- | ------- | ------- | --------------- | --------------- | ------------ | ------------ | ------ | ------ | ------ | ------ | ----- | ----- |
| Real Madrid | 1981–82 | 1       | 0       | 0               | 0               | 0            | 0            | 0      | 0      | 0      | 0      | 1     | 0     |
| Real Madrid | 1982–83 | 2       | 0       | 0               | 0               | 0            | 0            | 0      | 0      | 0      | 0      | 2     | 0     |
| Real Madrid | 1983–84 | 21      | 0       | 0               | 0               | 5            | 0            | 0      | 0      | 0      | 0      | 26    | 0     |
| Real Madrid | 1984–85 | 25      | 0       | 6               | 0               | 1            | 0            | 11     | 0      | 0      | 0      | 43    | 0     |
| Real Madrid | 1985–86 | 30      | 0       | 0               | 0               | 5            | 0            | 10     | 0      | 0      | 0      | 45    | 0     |
| Real Madrid | 1986–87 | 40      | 0       | 0               | 0               | 6            | 0            | 8      | 0      | 0      | 0      | 52    | 0     |
| Real Madrid | 1987–88 | 31      | 1       | 0               | 0               | 7            | 0            | 8      | 0      | 0      | 0      | 46    | 1     |
| Real Madrid | 1988–89 | 26      | 0       | 0               | 0               | 7            | 0            | 5      | 0      | 0      | 0      | 38    | 0     |
| Real Madrid | 1989–90 | 37      | 1       | 0               | 0               | 5            | 0            | 4      | 0      | 0      | 0      | 46    | 1     |
| Real Madrid | 1990–91 | 36      | 0       | 0               | 0               | 0            | 0            | 5      | 0      | 0      | 0      | 40    | 0     |
| Real Madrid | 1991–92 | 37      | 0       | 0               | 0               | 7            | 0            | 10     | 0      | 0      | 0      | 54    | 0     |
| Real Madrid | 1992–93 | 12      | 0       | 0               | 0               | 4            | 0            | 2      | 0      | 0      | 0      | 16    | 0     |
| Real Madrid | 1993–94 | 12      | 0       | 0               | 0               | 0            | 0            | 0      | 0      | 1      | 0      | 13    | 0     |
| Real Madrid | 1994–95 | 10      | 1       | 0               | 0               | 0            | 0            | 2      | 0      | 0      | 0      | 12    | 1     |
| Real Madrid | 1995–96 | 23      | 0       | 0               | 0               | 2            | 0            | 4      | 0      | 0      | 0      | 27    | 0     |
| Real Madrid | 1996–97 | 16      | 0       | 0               | 0               | 2            | 0            | 0      | 0      | 0      | 0      | 18    | 0     |
| Real Madrid | 1997–98 | 4       | 0       | 0               | 0               | 1            | 0            | 1      | 0      | 0      | 0      | 6     | 0     |
| Total       | 17      | 363     | 3       | 6               | 0               | 52           | 0            | 70     | 0      | 1      | 0      | 497   | 3     |